# Icelinus fimbriatus
Icelinus fimbriatus és una espècie de peix pertanyent a la família dels còtids.

## Descripció
- Fa 19 cm de llargària màxima.[5][6]

## Hàbitat
És un peix marí, demersal i de clima temperat que viu entre 50 i 265 m de fondària.

## Distribució geogràfica
Es troba al Pacífic oriental: des de la Colúmbia Britànica (el Canadà) fins a San Diego (Califòrnia, els Estats Units).

## Observacions
És inofensiu per als humans.